# Kabeerabad, Homnabad
Kabeerabad là một làng thuộc tehsil Homnabad, huyện Bidar, bang Karnataka, Ấn Độ.